# Bataguassu
Bataguassu är en kommun i Brasilien.   Den ligger i delstaten Mato Grosso do Sul, i den södra delen av landet, 800 km sydväst om huvudstaden Brasília. Antalet invånare är 19 825.
Trakten runt Bataguassu består i huvudsak av gräsmarker. Runt Bataguassu är det glesbefolkat, med 10 invånare per kvadratkilometer.